# 刘志洲山宋金交战战场遗迹
刘志洲山宋金交战战场遗迹，位于江苏省连云港市海州区锦屏山，是中华人民共和国江苏省文物保护单位之一。
1995年4月19日，授予江苏省文物保护单位，是一座古遗址。